# رامون مانويل مندوزا
رامون مانويل مندوزا (10 أكتوبر 1976 في الإكوادور - ) هو لاعب كرة قدم إكوادوري في مركز الدفاع. لعب مع سوسيداد ديبورتيفو كيتو وليفسكي صوفيا ونادي إيميلك والرابطة الجامعية الرياضية لبورتوفيخو وDeportivo Azogues ‏ ونادي أوكاس وديبورتيفو كوينكا ونادي أولميدو.

## وصلات خارجية
- رامون مانويل مندوزا على موقع قاعدة بيانات كرة القدم.إي يو (الإنجليزية)
- رامون مانويل مندوزا على موقع عالم كرة القدم.نت (الإنجليزية)